# Andrena aberrans
Espèce
Statut de conservation UICN

NT : Quasi menacé
Andrena aberrans est une espèce d'abeilles de la famille des Andrenidae, du genre Andrena. Absente en Europe occidentale, elle est signalée en Allemagne, Suisse, Italie, en Europe de l'Est jusqu'en Ukraine et en Grèce.

## Taxonomie
- Andrena ratisbonensis Stoeckhert, 1924,
- Nom vernaculaire : Andrène des cytises[2]